# Marina Di Giácomo
Marina Di Giácomo (Mendoza, 1976) es una exjugadora argentina de hockey sobre césped que se desempeñó como delantera de Las Leonas, la Selección nacional. Obtuvo la medalla de oro en los Juegos Panamericanos de 2003 y la medalla de bronce en los Juegos Olímpicos de Atenas 2004. Actualmente vive en California (Estados Unidos) desde 1998.
Jugó en el Club Ciudad de Buenos Aires. En Estados Unidos, fue figura de la Universidad Old Dominion, donde estudió Comunicaciones, con la que salió dos veces campeona nacional universitaria (NCAA), ganó en 2001 el Premio Honda a la mejor jugadora de hockey de los Estados Unidos. Di Giácomo lidera la tabla histórica de jugadoras de hockey sobre césped de los EE. UU., como la que más goles (63) y asistencias (25) realizó en un campeonato. Fue considerada también como la jugadora del año y las más valiosa (MVP).